# Castell de Moya
El castell de Moya o castell dels Cabrera és al municipi de Santa Cruz de Moya (Conca), a la punta meridional d'un cingle, i es va edificar a partir del 1475 per Beatriz Fernández de Bobadilla i Andrés de Cabrera, primers marquesos de Moya sobre el castell de l'Orde de Sant Jaume del 1210. El castell està protegit per la Declaració genèrica del Decret de 22 d'abril de 1949, i la lley 16/1985 sobre el Patrimoni Històric Espanyol.
El castell està separat de la vila de Moya per un mur amb fossat, una torre cilíndrica a cada extrem i una porta d'entrada a cada banda flanquejada per dues torrasses cilíndriques, volats sobre arcs en semicercle ogival, que imiten les cornises de matacans. A l'interior, el pati d'armes té una torre de l'homenatge robusta, construïda a principis del segle xiii.
Encara que compta amb assentaments humans previs, el 1176 els moros de Moya són citats conjuntament amb els de Conca i Alarcón en un atac a la vila d'Uclés, en mans del Regne de Castella i cedida a l'Orde de Sant Jaume, i que va provocar el trencament de la treva amb els almohades que s'havia signat el 1172. En la resposta a l'atac, els castellans van conquerir Conca i Moya va ser conquerida el 1183 després d'un dur setge.
Moya rebé els seus propis furs en els quals s'atorgava privilegis als nous habitants de mans d'Alfons VIII de Castella el 1210, any que els almohades van intentar reconquerir-la. El primer assentament consistiria en una primera muralla amb l'església i algunes cases. Va passar a l'Orde de Sant Jaume el 1211, esdevenint una posició estratègica entre els regnes de València, Aragó i Castella, en un enclavament conegut com la Clau de Regnes per la seva posició fronterera.

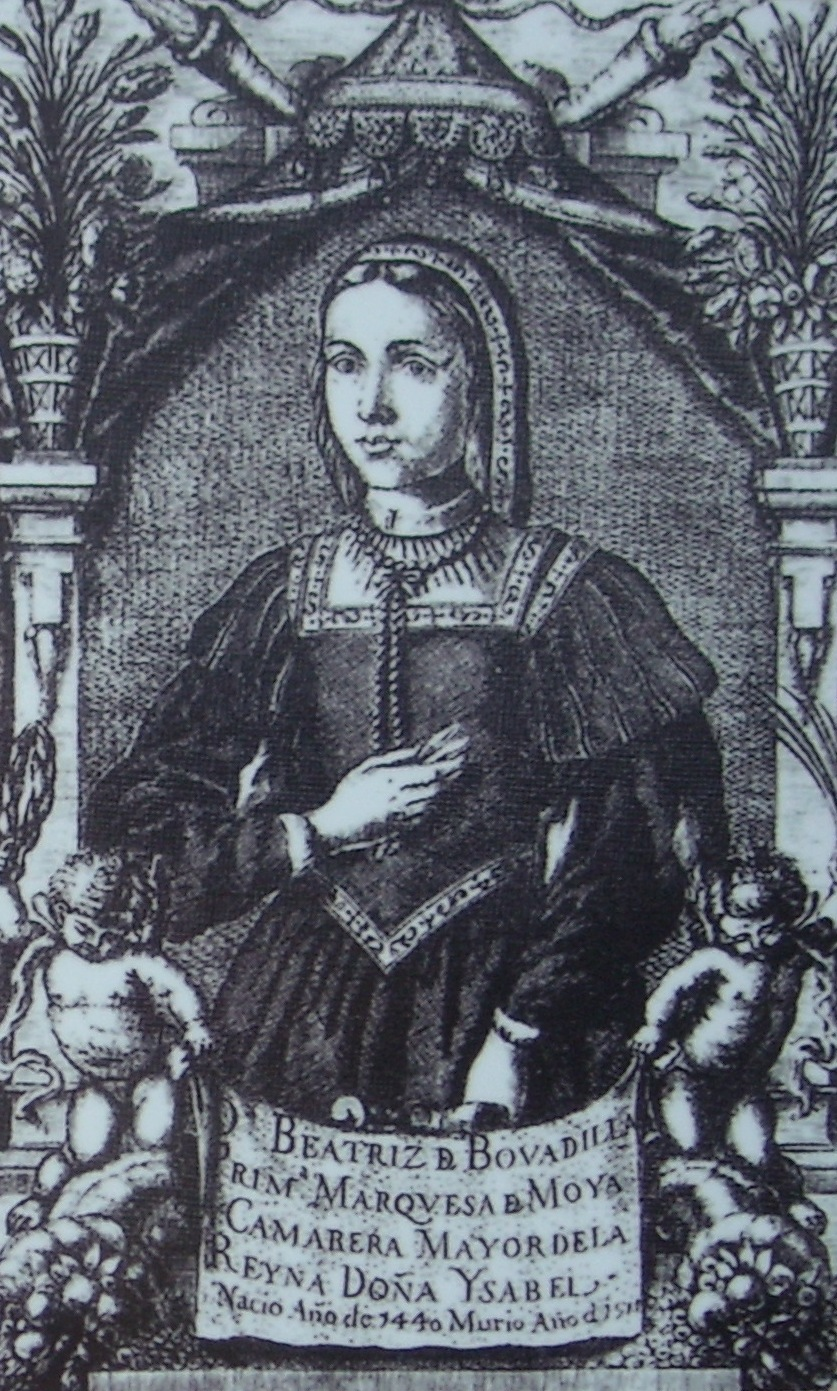
Beatriz Fernández de Bobadilla, primera marquesa de Moya

A poc a poc la vila va ser creixent en importància, arribant fins i tot a comprar el seu dret de no pertànyer a cap senyor feudal tret del rei, convertint-se en el cap del Realengo de Moya. Joan II de Castella va donar Moya a Juan Pacheco, el marqués de Villena el 1451, contra el que es van resistir els vilatans, que van resistir un setge.
Al segle xv, el dret de no pertànyer a cap senyor feudal va ser abolit quan Isabel la Catòlica li va atorgar al matrimoni compost per la seva cambrera Beatriz Fernández de Bobadilla i al seu marit Andrés de Cabrera el Marquesat de Moya per custodiar els tresors de la corona a l'Alcàsser de Segòvia durant la guerra civil castellana i per la seva demostrada lleialtat als Reis Catòlics. Els marquesos de Moya es van anar succeint en una època de major o menor esplendor, convertint-se la Vila en el cap del Marquesat i tenint un dels ports secs més importants de l'època per ser l'única localitat castellana amb accés al riu Túria.
L'època d'esplendor de la vila va arribar fins al segle xviii quan José Moñino y Redondo, el conde de Floridablanca va potenciar el centralisme, perdent importància eclesiàstica i civil. A principis del segle xix la gent comença a abandonar el pujol i a construir les seves cases en els barris als peus del pujol i en 1950 ja no queden habitants en la Vila. L'abandó comporta la destrucció de la Vila deixant pràcticament tot el complex en ruïnes, fins a l'actualitat que s'han començat tasques de recuperació.